# 楊明煌
楊明煌（1960年4月23日—1995年3月16日），台灣音樂製作人，中原大學數學系畢業，1985年加入歌林唱片，曾為歌手林慧萍、王菲、黃舒駿、黃鶯鶯等人作曲作詞，是王菲專輯《天空》的製作人之一，也是華視綜藝節目《好彩頭》第一版主題曲作曲者及第二版主題曲作詞作曲者。
1995年3月16日晚上，楊明煌回家停車時被一名摩托車酒駕的少年撞到，撒手人寰，享年34歲。張宇的專輯《一言難盡》成為其監製的最後遺作，而張學友主唱的《真心的朋友》則為其創作遺作。
黃舒駿得知楊明煌逝世的消息感到悲痛萬分，於是在2001年做出一張專輯《改變1995》以紀念常常幫他作曲的楊明煌。1996年，福茂唱片為紀念楊明煌，由楊明煌、周慧敏、林隆旋、张清芳、童安格、辛曉琪、伍思凱、江淑娜、邰正宵、范曉萱、張宇、黃舒駿、蘇慧倫、庾澄慶、張克帆共15位歌手重新合成錄製合唱《用盡一生的愛》。

## 獎項紀錄

### 音樂類
| 年份   | 頒獎典禮    | 獎項                 | 作品               | 結果 |
| ------ | ----------- | -------------------- | ------------------ | ---- |
| 1990年 | 第2屆金曲獎 | 最佳專輯製作人獎     | 生命是一首澎湃的歌 | 提名 |
| 1996年 | 第7屆金曲獎 | 最佳演唱專輯製作人獎 | 天空               | 提名 |